# Радикальний націоналізм

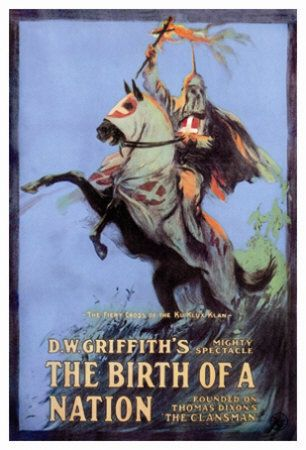
Агітаційний плакат Ку-клукс-клану.

Не плутати з Націонал-соціалізмом
Радикальний націоналізм — один із типів націоналізму за характером дії. Характеризується радикальними поглядами на економічну, соціальну, внутрішню та зовнішню політику країни, часто зустрічається у суміші з шовінізмом і ксенофобією, які роблять акцент на перевазі однієї національності над іншими. Подібні прояви, як то наприклад розпалювання міжнаціональної ворожнечі та етнічна дискримінація, в окремих країнах з сурогатним нацскладом, відносять до міжнародних правопорушень.
Часто вплив радикального націоналізму зростає у стані складної геополітичної ситуації — наприклад, якщо держава перебуває під контролем іноземної держави чи є зацькованою агресивними сусідами, але також можливий спрямований розвиток радикального націоналізму державою серед свого населення для централізації влади, підвищення агресивності суспільства та підготовки до експансіонізму.